# Tajumulco (San Marcos)
Este artículo corresponde al Municipio del Departamento de San Marcos en Guatemala; para el volcán del mismo nombre véase Tajumulco.
Tajumulco es un municipio del departamento de San Marcos en la República de Guatemala.
Durante la época colonial fue parte de la doctrina de los frailes mercedarios del convento de Tejutla.
Después de la Independencia de Centroamérica en 1821, Tajumulco fue parte del departamento Quezaltenango/Soconusco, y en 1838 pasó al Estado de Los Altos, el cual fue aprobado por el Congreso de la República Federal de Centro América en ese mismo año. En el nuevo estado hubo constantes revueltas campesinas y tensión con Guatemala, hasta que las hostilidades estallaron en 1840, y el general conservador mestizo Rafael Carrera recuperó la región para Guatemala.
Su frontera con México fue establecida en 1896, tras el Tratado Herrera-Mariscal que suscribiera el presidente Justo Rufino Barrios en 1882 con el gobierno de México, y por medio del cual el gobierno guatemalteco renunció definitivamente a sus reclamos sobre el territorio de Soconusco y Guatemala perdió cerca de 10,300 km, catorce pueblos, diecinueve aldeas y cincuenta y cuatro rancherías, mientras que México perdió solamente un pueblo y veintiocho rancherías.  Fue tan nefasto el convenio para Guatemala, que el informe del director de la Comisión de Límites, el ingeniero Claudio Urrutia, fue confiscado por el gobierno del presidente Manuel Estrada Cabrera cuando se hizo público en 1900, y luego por el gobierno del licenciado Julio César Méndez Montenegro cuando se reimprimió en 1968.
Desde el siglo xx ha mantenido conflictos territoriales con el vecino municipio de Ixchiguán, los cuales se han visto agravados por la proliferación de tráfico de drogas, mercancías y personas hacia los municipios fronterizos con la República de México en décadas recientes.  El 11 de mayo de 2017 el gobierno guatemalteco decretó el estado de sitio durante treinta días en el municipio debido a los fuertes enfrentamientos con los habitantes de Tajumulco, el secuestro de diecisiete agentes de la Policía Nacional Civil y el descubrimiento de armamento de alto poder y de infraestructura de hormigón que incluía paredes reforzadas y túneles para sobrevivir bombardeos.  Las autoridades guatemaltecas informaron que más que un enfrentamiento de tipo territorial, se trata en realidad de un enfrentamiento entre carteles de narcotraficantes mexicanos que quieren apropiarse del territorio para cultivar amapola. Tras el estado de sitio se llegó a un acuerdo con los límites con Ixchiguán.

## División política
Cuenta con un pueblo, veinte aldeas y ciento veintinueve caseríos. Tiene una extensión territorial de 300 km².

## Información demográfica
Los habitantes de este municipio en un 96% son indígenas de la etnia Mam y un 4% mestizos, puesto que en el municipio el 93.3 % son pobres, con un porcentaje de desnutrición crónica que llega hasta un 73.3%, el más alto a nivel nacional. Esto debido a que es una población con bajos ingresos, baja capacidad de producir alimentos y uno de los municipios con alta vulnerabilidad a fenómenos climáticos.

## Geografía física

### Clima
La cabecera municipal de Tajumulco tiene clima templado (Köppen:Cwb).
| Parámetros climáticos promedio de Tajumulco | Parámetros climáticos promedio de Tajumulco | Parámetros climáticos promedio de Tajumulco | Parámetros climáticos promedio de Tajumulco | Parámetros climáticos promedio de Tajumulco | Parámetros climáticos promedio de Tajumulco | Parámetros climáticos promedio de Tajumulco | Parámetros climáticos promedio de Tajumulco | Parámetros climáticos promedio de Tajumulco | Parámetros climáticos promedio de Tajumulco | Parámetros climáticos promedio de Tajumulco | Parámetros climáticos promedio de Tajumulco | Parámetros climáticos promedio de Tajumulco | Parámetros climáticos promedio de Tajumulco |
| Mes                                         | Ene.                                        | Feb.                                        | Mar.                                        | Abr.                                        | May.                                        | Jun.                                        | Jul.                                        | Ago.                                        | Sep.                                        | Oct.                                        | Nov.                                        | Dic.                                        | Anual                                       |
| ------------------------------------------- | ------------------------------------------- | ------------------------------------------- | ------------------------------------------- | ------------------------------------------- | ------------------------------------------- | ------------------------------------------- | ------------------------------------------- | ------------------------------------------- | ------------------------------------------- | ------------------------------------------- | ------------------------------------------- | ------------------------------------------- | ------------------------------------------- |
| Temp. máx. media (°C)                       | 20.5                                        | 21.1                                        | 22.6                                        | 23.3                                        | 23.1                                        | 21.9                                        | 21.9                                        | 22.4                                        | 21.8                                        | 21.3                                        | 21.1                                        | 20.6                                        | 21.8                                        |
| Temp. media (°C)                            | 13.2                                        | 13.6                                        | 15.0                                        | 16.3                                        | 17.1                                        | 16.7                                        | 16.5                                        | 16.5                                        | 16.4                                        | 15.9                                        | 14.7                                        | 13.8                                        | 15.5                                        |
| Temp. mín. media (°C)                       | 5.9                                         | 6.1                                         | 7.5                                         | 9.3                                         | 11.1                                        | 11.6                                        | 11.1                                        | 10.6                                        | 11.1                                        | 10.5                                        | 8.3                                         | 7.0                                         | 9.2                                         |
| Precipitación total (mm)                    | 8                                           | 9                                           | 32                                          | 78                                          | 210                                         | 346                                         | 267                                         | 279                                         | 326                                         | 222                                         | 34                                          | 14                                          | 1825                                        |
| Fuente: Climate-Data.org                    |                                             |                                             |                                             |                                             |                                             |                                             |                                             |                                             |                                             |                                             |                                             |                                             |                                             |

### Ubicación geográfica
Tajumulco está ubicado en el altiplano de San Marcos, con un área de aproximadamente de 300 km², dista 37 kilómetros de la cabecera departamental y 302 km de la ciudad capital de Guatemala. Se comunica a través de carretera de terracería de la cabecera municipal  al entronque con la ruta nacional 12-N en la cumbre de Tuichán (9 km), y de ese lugar hacia el sudeste 28 km de asfalto a la cabecera departamental de San Marcos. La carretera de terracería de allí hacia Tajumulco era transitable en los meses de verano, pero con dificultad  durante la época lluviosa. Por lo cual un viaje desde la cabecera del Municipio hacia la Ciudad de Guatemala, tiene una duración aproximada de siete a catorce horas; esto cambió cuando entre 2011 y 2012 el tramo fue asfaltado por primera vez desde el municipio de Tajumulco hasta la cumbre de Tuichán, lo que redujo el tiempo de viaje a la ciudad a seis horas.
La cabecera está en la Sierra Madre, en la margen norte del río Cuzulchimá, al norte del volcán Tajumulco. La topografía del municipio es bastante quebrada y la mayoría de cultivos se encuentran en laderas pronunciadas.  La población aproximada del Municipio de Tajumulco es de 41,308 habitantes. 
El municipio está rodeado de municipios del departamento de San Marcos, excepto al oeste, en donde colinda con México:
- Norte: Sibinal e Ixchiguán
- Este: Tejutla y San Pedro Sacatepéquez
- Sur: San Pablo, San Marcos y Malacatán
- Oeste: Chiapas, Estado de México[14]

|                | Norte: Sibinal Ixchiguán            |                                      |
| Oeste: Chiapas |                                     | Este: Tejutla San Pedro Sacatepéquez |
|                | Sur: San Pablo San Marcos Malacatán |                                      |

## Gobierno municipal
Los municipios se encuentran regulados en diversas leyes de la República, que establecen su forma de organización, lo relativo a la conformación de sus órganos administrativos y los tributos destinados para los mismos.  Aunque se trata de entidades autónomas, se encuentran sujetos a la legislación nacional y las principales leyes que los rigen desde 1985 son:
| N.º | Ley                                                | Descripción |
| --- | -------------------------------------------------- | --- |
| 1   | Constitución Política de la República de Guatemala | Tiene una regulación legal específica para los municipios en los artículos 253 al 262. |
| 2   | Ley Electoral y de Partidos Políticos              | Ley de carácter constitucional aplicable a los municipios en el tema de la conformación de sus autoridades electas. |
| 3   | Código Municipal                                   | Decreto 12-2002 del Congreso de la República de Guatemala. Tiene la categoría de ley ordinaria y contiene preceptos generales aplicables a todos los municipios, e inclusive contiene legislación referente a la creación de los municipios.             |
| 4   | Ley de Servicio Municipal                          | Decreto 1-87 del Congreso de la República de Guatemala. Regula las relaciones entra la municipalidad y los servidores públicos en materia laboral. Tiene su base constitucional en el artículo 262 de la constitución que ordena la emisión de la misma. |
| 5   | Ley General de Descentralización                   | Decreto 14-2002 del Congreso de la República de Guatemala. Regula el deber constitucional del Estado, y por ende del municipio, de promover y aplicar la descentralización y desconcentración económica y administrativa.                                |

El gobierno de los municipios está a cargo de un Concejo Municipal mientras que el código municipal —ley ordinaria que contiene disposiciones que se aplican a todos los municipios— establece que «el concejo municipal es el órgano colegiado superior de deliberación y de decisión de los asuntos municipales […] y tiene su sede en la circunscripción de la cabecera municipal»; el artículo 33 del mencionado código establece que «[le] corresponde con exclusividad al concejo municipal el ejercicio del gobierno del municipio».
El concejo municipal se integra con el alcalde, los síndicos y concejales, electos directamente por sufragio universal y secreto para un período de cuatro años, pudiendo ser reelectos.
Existen también las Alcaldías Auxiliares, los Comités Comunitarios de Desarrollo (COCODE), el Comité Municipal del Desarrollo (COMUDE), las asociaciones culturales y las comisiones de trabajo. Los alcaldes auxiliares son elegidos por las comunidades de acuerdo a sus principios y tradiciones, y se reúnen con el alcalde municipal el primer domingo de cada mes, mientras que los Comités Comunitarios de Desarrollo y el Comité Municipal de Desarrollo organizan y facilitan la participación de las comunidades priorizando necesidades y problemas.

## Historia

### Época colonial
En 1540, el obispo de Guatemala Francisco Marroquín dividió la administración eclesiástica del valle central de Guatemala entre las tres órdenes regulares principales: dominicos, franciscanos y mercedarios;  estos últimos cambiaron sus curatos del valle por los dominicos tenían en la Sierra de Huehuetenango y que incluían a Tajumulco. En 1690, Tacumulco era parte de Tejutla, la cual comprendía los modernos municipios de: Comitancillo, Ixchiguán, Concepción Tutuapa, Sipacapa, Sibinal, Tacaná y parte de San Miguel Ixtahuacán.
La corona española se enfocó en la catequización de los indígenas; las congregaciones fundadas por los misioneros reales en el Nuevo Mundo fueron llamadas «doctrinas de indios» o simplemente «doctrinas». Originalmente, los frailes tenían únicamente una misión temporal: enseñarle la fe católica a los indígenas, para luego dar paso a parroquias seculares como las establecidas en España; con este fin, los frailes debían haber enseñado los evangelios y el idioma español a los nativos. Ya cuando los indígenas estuvieran catequizados y hablaran español, podrían empezar a vivir en parroquias y a contribuir con el diezmo, como hacían los peninsulares. Pero este plan nunca se llevó a cabo, principalmente porque la corona perdió el control de las órdenes regulares tan pronto como los miembros de éstas se embarcaron para América; además, los indígenas nunca llegaron a entender el catolicismo correctamente porque los frailes no pudieron traducirlo correctamente a los complejos lenguajes indígenas. Por otra parte, los misioneros solamente atendieron a la autoridad de sus priores y provinciales, y no a la de las autoridades españolas ni a las de los obispos; los provinciales de las órdenes, a su vez, únicamente rendían cuentas a los líderes de su orden y no a la corona.

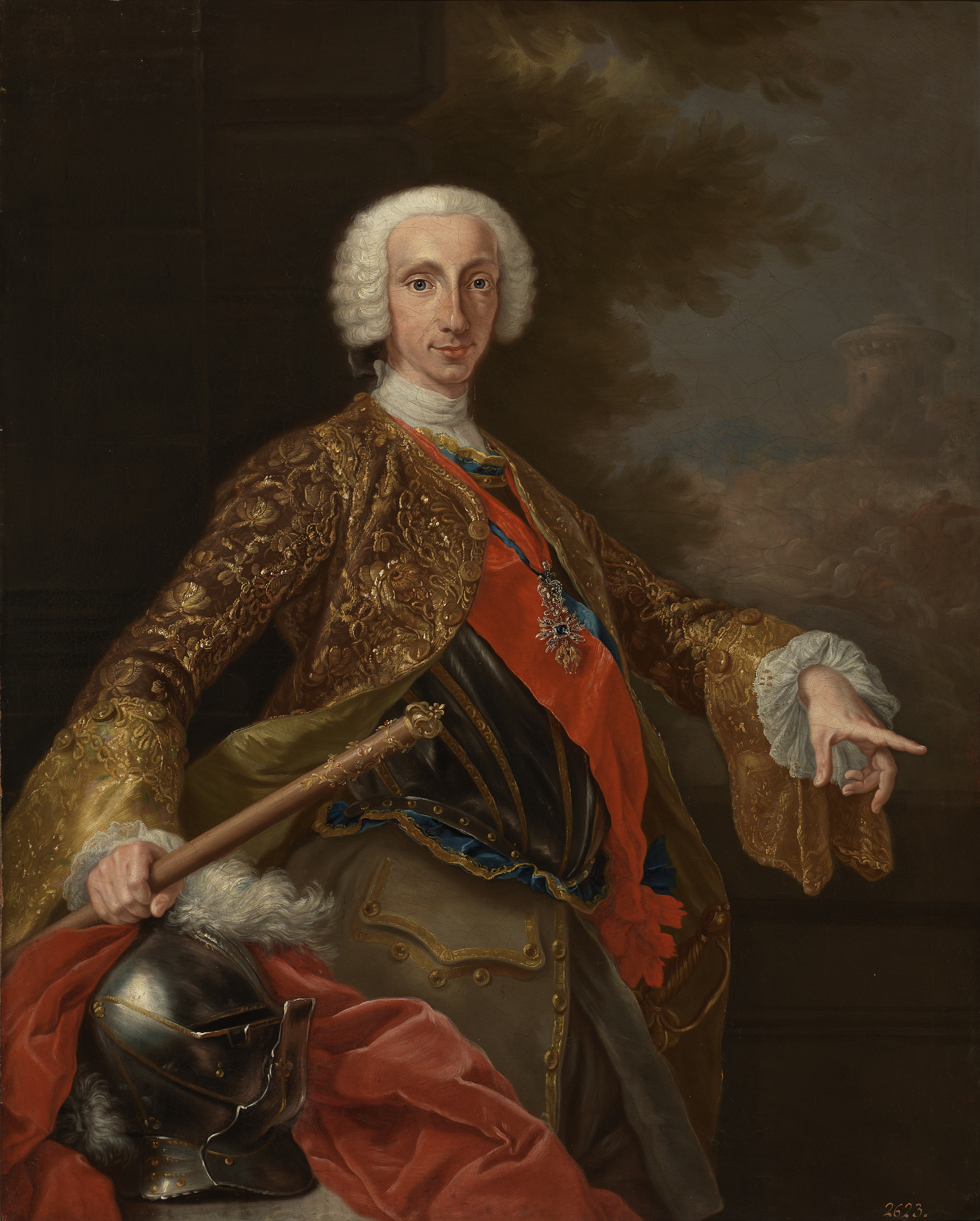
Rey Carlos III de España, promotor de las reformas borbónicas.

Los  frailes mercedarios tenían a su cargo nueve doctrinas, y todos sus anexos, que eran: Santa Ana de Malacatán, Concepción de Huehuetenango, San Pedro de Solomá, Nuestra Señora de la Purificación de Jacaltenango, Nuestra Señora de la Candelaria de Chiantla, San Andrés de Cuilco, Santiago de Tejutla, San Pedro de Zacatepeques, y San Juan de Ostuncalco.
En 1754, en virtud de una Real Cédula parte de las Reformas Borbónicas, todos los curatos de las órdenes regulares fueron traspasados al clero secular; y luego, en 1765 se publicaron las reformas borbónicas de la Corona española, que pretendían recuperar el poder real sobre las colonias y aumentar la recaudación fiscal. De esta forma, la corona española estableció una política tendiente a disminuir el poder de la Iglesia católica, el cual hasta ese momento era prácticamente absoluto sobre los vasallos españoles; esta política de disminución de poder de la iglesia se basaba en la Ilustración y tenía seis puntos principales, entre los que destacaba una crítica al papel de la Iglesia dentro de la sociedad y de sus organismos derivados, sobre todo de las cofradías y hermandades. Los  mercedarios de  Guatemala entregaron sus doctrinas al clero secular, con casi treinta y tres mil indios de la sierra, todos bautizados e instruidos en la fe católica.

### Tras la Independencia de Centroamérica
La constitución del Estado de Guatemala promulgada el 11 de octubre de 1825 —y no el 11 de abril de 1836, como numerosos historiadores han reportado incorrectamente — creó los distritos y sus circuitos correspondientes para la administración de justicia según el Código de Lívingston traducido al español por José Francisco Barrundia y Cepeda; Tajumulco estuvo en el circuito Del Barrio que pertenecía al Distrito N.°10 (Quezaltenango), junto con San Marcos, San Pedro, San Antonio, Maclén, San Cristóbal Cucho, Izlamá, Coatepeque, Tejutla, San Pablo, Zipacapa, Santa Lucía Malacatán, San Miguel Ixtahuacán, Zipacapa y Comitancillo.

### Estado de Los Altos
A partir del 3 de abril de 1838 Tajumulco fue parte de la región que formó el efímero Estado de Los Altos y que forzó a que el Estado de Guatemala se reorganizara en siete departamentos y dos distritos independientes el 12 de septiembre de 1839:
- Departamentos: Chimaltenango, Chiquimula, Escuintla, Guatemala, Mita, Sacatepéquez, y Verapaz
- Distritos: Izabal y Petén[30]

La región occidental de la actual Guatemala había mostrado intenciones de obtener mayor autonomía con respecto a las autoridades de la ciudad de Guatemala desde la época colonial, pues los criollos de la localidad consideraban que los criollos capitalinos que tenían el monopolio comercial con España no les daban un trato justo.  Pero este intento de secesión fue aplastado por el general Rafael Carrera, quien reintegró al Estado de Los Altos al Estado de Guatemala en 1840.

### Tras la Reforma Liberal
En 1870 Tejutla logró la categoría de Villa y, por el desarrollo alcanzado, las autoridades solicitaron a la Cámara de representantes de Guatemala su ascenso a cabecera departamental y que comprendiera los municipios arriba mencionados y además los modernos municipios de Cuilco, Santa Bárbara y San Gaspar, del departamento de Huehuetenango. Además, en esa época Motocintla, Cacahuatán y Tapachula—que luego pasarían definitivamente a México en 1892 por el Tratado Herrera-Mariscal— dependían religiosamente del convento secular que había sido de los mercedarios con sede en Tejutla. En ese tiempo esta localidad incluso contaba con representantes ante la Cámara de Representantes  de Guatemala.
El poder de Tejutla se desmoronó con el triunfo de la Reforma Liberal en 1871; cuando los liberales liderados por Miguel García Granados y Justo Rufino Barrios tomaron el poder, iniciaron una política tensa con la Iglesia Católica, que terminó con la expulsión y expropiación de bienes de las órdenes regulares y con la eliminación del diezmo obligatorio, para ahogar al clero secular.  Tejutla se quedó así sin el soporte económico de su curato, que hasta entonces habían sido su principal soporte económico y administrativo.

### Comisión de Límites con México

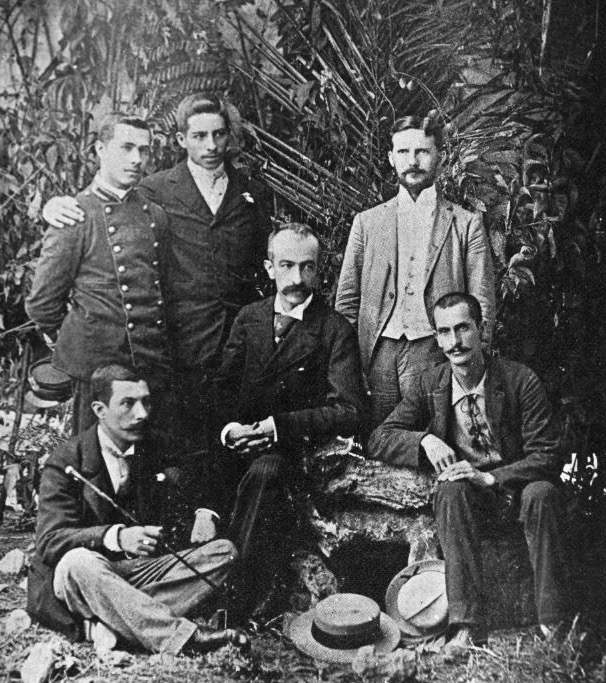
Comisión de ingenieros de Guatemala en el proyecto de la delimitación de límites con México.

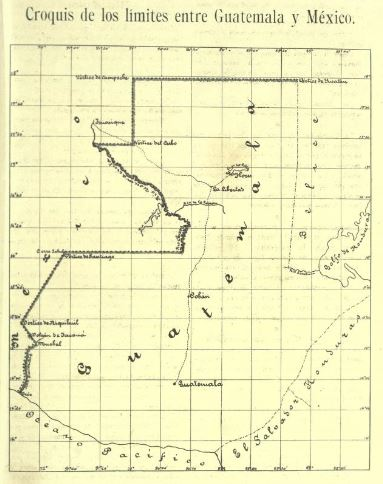
Croquis de los límites de Guatemala y México luego de que la comisión de límites concluyera los trabajos topográficos en 1896.

En virtud del convenio celebrado en la capital de México el 7 de diciembre de 1877 por los representantes de ambos países, fueron nombradas dos comisiones de ingenieros, una por cada nación para que reconocieran la frontera y levantaran un plano que sirviera para las negociaciones entre los dos países; aunque sólo se hizo un mapa de la frontera comprendida entre las faldas del volcán Tacaná y el océano Pacífico, se celebró la reunión del presidente Justo Rufino Barrios y Matías Romero, representante mexicano, en Nueva York el 12 de agosto de 1882, en la que se sentaron las bases para un convenio sobre límites, en las cuales hizo constar que Guatemala prescindía de los derechos que le asistieran sobre Chiapas y Soconusco y se fijaron los límites definitivos.  En noviembre de 1883, se dio principio al trazado de la frontera y al levantamiento del plano topográfico de sus inmediaciones, siendo jefe de la comisión guatemalteca el astrónomo Miles Rock, y sus colaboradores Edwin Rockstroh, Felipe Rodríguez, Manuel Barrera y Claudio Urrutia. En el primer año de trabajo se llegó únicamente al cerro Ixbul, y en el siguiente se buscó llegar al Río Usumacinta o al Río Chixoy, pero fue en extremo difícil debido a que no había caminos en el área.  
En su informe al Gobierno de la República de Guatemala en 1900, el ingeniero Claudio Urrutia indicó que: «[...] el tratado fue fatal para Guatemala. En todo con lo que la cuestión de límites se relacionó durante aquella época, existe algo oculto que nadie ha podido descubrir, y que obligó a las personas que tomaron parte en ello por Guatemala a proceder festinadamente o como si obligados por una presión poderosa, trataron los asuntos con ideas ajenas o de una manera inconsciente». Y luego continúa: «Guatemala perdió por una parte cerca de 15.000 km y ganó por otra, cosa de 5,140 km. Resultado: Una pérdida de 10,300 km. Guatemala perdió catorce pueblos, diecinueve aldeas y cincuenta y cuatro rancherías, con más de 15,000 guatemaltecos, mientras que México perdió un pueblo y veintiocho rancherías con 2500 habitantes: júzguese la equidad en las compensaciones».
Todos los ejemplares de la Memoria sobre la Cuestión de Límites fueron recogidos por órdenes del presidente Manuel Estrada Cabrera poco después de haberse repartido; y de acuerdo a la historiadora Solís Castañeda, lo mismo ocurrió con la segunda edición —1964— y con el libro Grandezas y Miserias de la Vida Diplomática, los cuales fueron decomisado en 1968 por instrucciones del Ministerio de Relaciones Exteriores del gobierno del licenciado Julio César Méndez Montenegro.

### sigloXXI
Tajumulco, por su proximidad a la frontera con México, se ha visto envuelto en actividades de narcotráfico, principalmente trasiego de cargamentos de estupefacientes y plantaciones de amapola y marihuana que son erradicados con cierta frecuencia por las autoridades guatemaltecas, incluso con el uso de drones. También se ha caracterizado por conflictos limítrofes con el vecino municipio de Ixchiguán.
Los combates contra los pobladores de Ixchiguán escalaron y el 11 de mayo de 2017 el gobierno guatemalteco se vio obligado a decretar el estado de sitio en la región, luego de que trascendió el secuestro de diecisiete agentes de la Policía Nacional Civil; cuando el Ejército se presentó en el área encontró que había infraestsructura militar construida en los municipios tanto de Tajumulco como de Ixchiguán, que incluían paredones de hormigón, retenes con bolsas de arena y túneles que llevan a sótanos reforzados para protegerse de bombardeos y ataques.  Los militares guatemaltecos también encontraron evidencia de armamentos de alto poder y de tácticas de ataque sofisticadas que incluían lanzamiento de llantas incendiadas desde lo alto de Tajumulco hacia Ixchiguán.
El gobierno de Guatemala informó que los combates se deben a enfrentamientos entre carteles mexicanos rivales que se isputan el territorio para la plantación de amapola, que es el principal ingrendiente para la heroína, droga que en los últimos años se ha popularizado considerablemente en todos los Estados Unidos.